# باشگاه ورزشی تارازونا
باشگاه ورزشی تارازونا (انگلیسی: SD Tarazona) یک باشگاه فوتبال مستقر در تارازونا، آراگون، اسپانیا است که در حال حاضر در پریمرا فدراسیون، سومین سطح لیگ فوتبال در این کشور به فعالیت می‌پردازد.
آن‌ها بازی‌های خانگی خود را در ورزشگاه مانیسیپال، مستقر در تارازونا، آراگون، اسپانیا انجام می‌دهند که به اندازه ۱۵۰۰ صندلی گنجایش پذیرش تماشاگر دارد. 